# Тарелла, Пьетро
Пьетро Тарелла (итал. Pietro Tarella, 1781, Турин — 4 (16) июля 1822, Пета, Греция) — итальянский военный и филэллин, герой Освободительной войны Греции 1821—1829 годов..

## Биография
Пьетро Тарелла родился в 1781 году в Турине, но семья была родом из Cannero.
Молодым Тарелла вступил добровольно, в 1805 году, рядовым в армию Наполеона и принял участие и отличился во многих сражениях.
Затем вступил в армию Сардинского королевства, в звании майора, в полк Кунео. Был замешан в революционной деятельности и оказался в 1821 году в изгнании.
В этом же году разразилась Греческая революция. Тарелла был в числе десятков итальянских революционеров и филэллинов, отправившихся сражаться на стороне эллинов против осман.

## Первый регулярный батальон

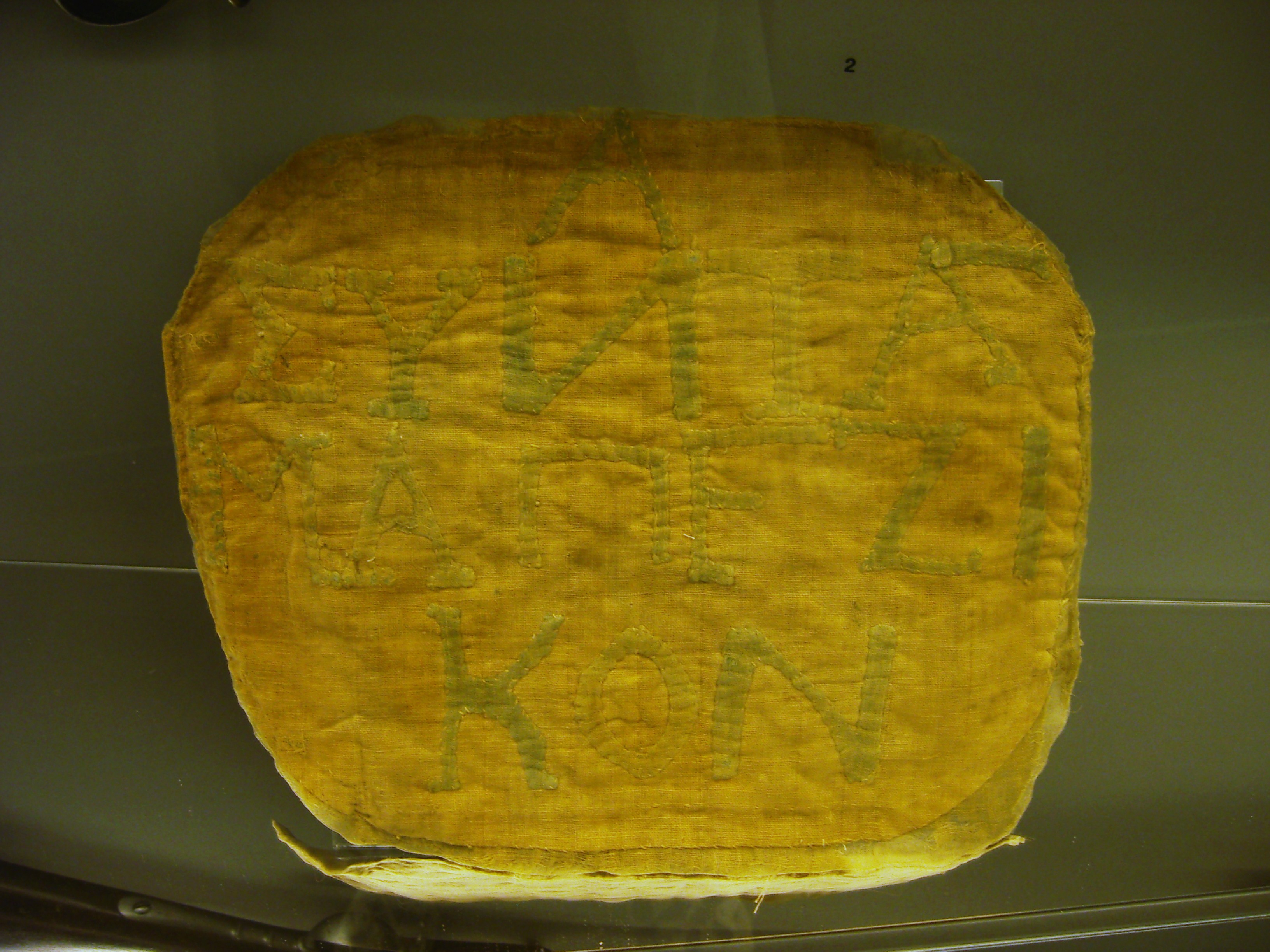
Фрагмент флага 1-го батальона регулярной армии Греции

Первым регулярным соединением греческой армии принято считать Священный отряд (1821), созданный Александром Ипсиланти в феврале 1821 года в Молдово-Валахии. Инициатива создания регулярного соединения непосредственно в Греции принадлежит его брату, Дмитрию Ипсиланти. Первый регулярный батальон был создан в июле 1821 года в городе Каламата, Пелопоннес и первым его командиром стал рождённый на Крите корсиканец Балест, Иосиф. В дальнейшем сам Балест был послан на Крит, где и погиб.
Историографы греческого генерального штаба склонны считать датой создания регулярной армии 1 апреля 1822 года, когда Национальный конгресс в Эпидавре одобрил законопроект о создании регулярной армии, который подготовил политик Александр Маврокордатос. В конце месяца батальон был переименован в полк, что не означало однако существенного увеличения его численного состава. Батальон/полк состоял в основном из молодёжи греческой диаспоры, имевшей кое какой опыт регулярной армии и около сотни филэллинов. Первым командиром нового соединения в звании полковника был назначен Тарелла.

## Битва при Пета
Экспедиция Маврокордатоса в Эпир имела действительную объективную задачу помощи сулиотам, державшим около года оборону в своих горах против многократных османских сил. Но экспедиция имела и политическую подоплёку, поскольку Маврокордатос хотел утвердиться и как стратег в своём политическом противоборстве с Дмитрием Ипсиланти. Однако в битве при Пета 4/16 июля, Маврокордатос предпочёл находится вдали от поля сражения.
Общее число солдат регулярного батальона и иррегулярных повстанцев перед битвой достигало 1500 бойцов. Иррегулярные повстанцы готовили бастионы, но Тарелла отклонил совет военачальников Гогоса и Влахопулоса последовать их примеру, со словами «Наши груди — наши бастионы». Итальянец Андреа Даня добавил: «Мы тоже умеем воевать». 4/16 июля почти шестикратные (8 тыс.) османские силы, в основном албанцев, обрушились на греческие позиции. Тарелла принял бой в открытом поле. Образовав каре, батальон «сражался героически, но был вынужден отступать шаг за шагом» потеряв 3/4 своего состава. Из 93 иностранных филэллинов, живыми из сражения вышли 21. Среди погибших были Тарелла и Даниа.,.

## Память

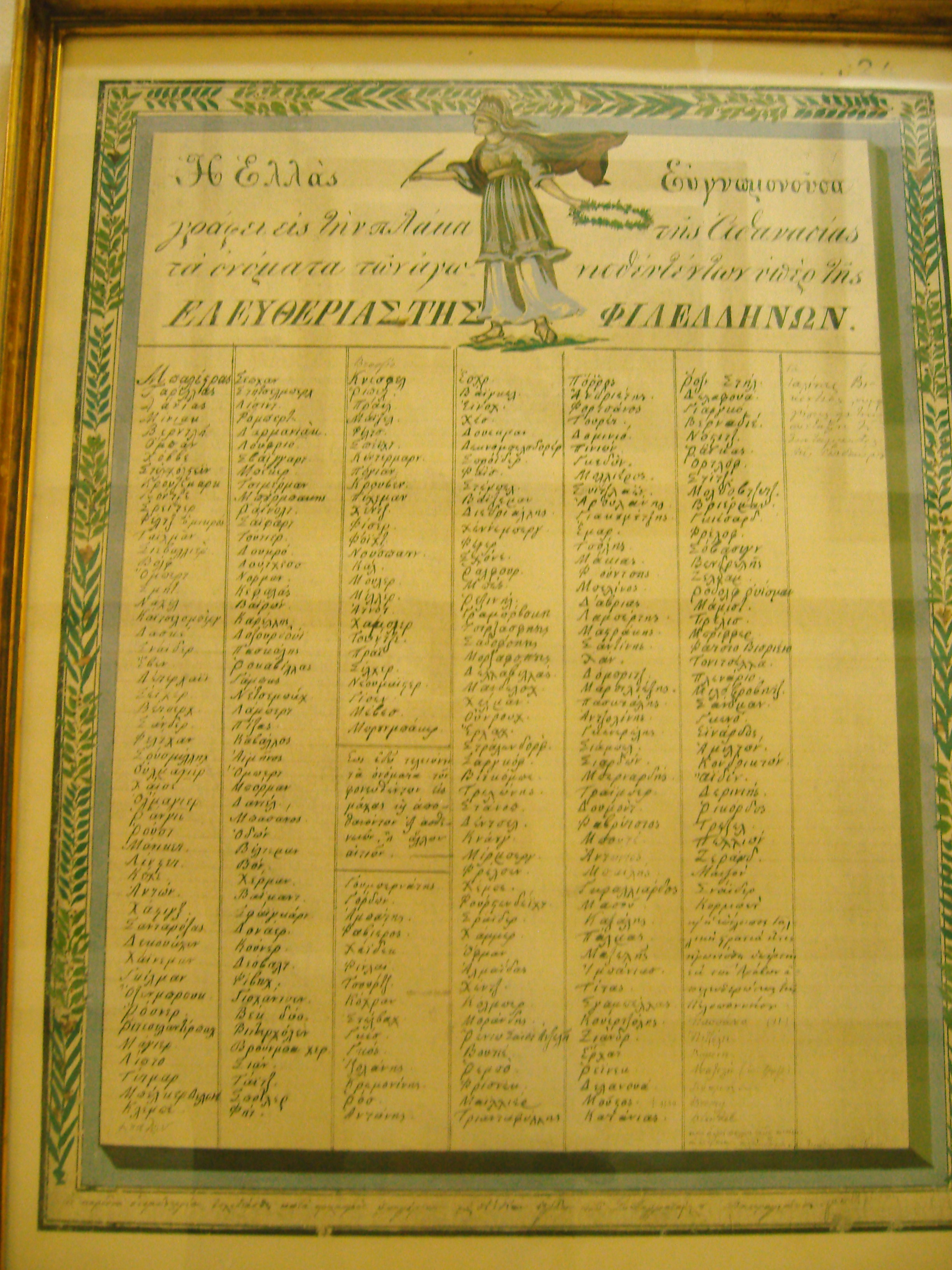
Почётный лист филэллинов участников Освободительной войны. Первыми упоминаются Балест, Тарелла и Даниа.

В почётном листе филэллинов изданном по окончании Освободительной войны, Пьетро Тарелла числится вторым, после Балеста. Именем полковника Тарелла названо множество улиц по всей Греции.